# 1612 w muzyce
Wydarzenia muzyczne w 1612 roku.

## Nowe dzieła
- Hans Leo Hassler, Sacri concentus
- Michael Praetorius, Terpsichore

## Zmarli
- 8 czerwca - Hans Leo Hassler, niemiecki kompozytor i organista przełomu renesansu i baroku (ur. 1564)
- 12 sierpnia - Giovanni Gabrieli, włoski kompozytor i organista (ur. między 1554 a 1557)
- wrzesień - Giovanni de’ Bardi, włoski kompozytor (ur. 1534)
- data nieznana - Tomasz Szadek, polski kompozytor epoki renesansu (ur. 1550)